# Fons europeu de recuperació
El fons europeu de recuperació, instrument de recuperació de la Unió Europea o Next Generation EU (NGEU) és un paquet d'estímul econòmic de la Unió Europea aprovat el 21 de juliol de 2020 pel Consell Europeu amb l'objectiu de donar suport als estats membres en la recuperació econòmica de la pandèmia de COVID-19. Aquest fons de 750.000 milions d'euros es destinarà en la major part a finançar projectes de transició ecològica i digital, creixement sostenible, resiliència econòmica, cohesió social i territorial, i millora del funcionament institucional.
El fons europeu de recuperació, juntament amb el Marc financer plurianual del període 2021-2027, assoleixen els 1.824.300 milions d'euros. Es tracta del paquet d'estímul econòmic més gran en la història de la Unió Europea. Els fons del Next Generation EU seran recaptats amb la venda de bons europeus conjunts i es desemborsaran en forma de subvencions a fons perdut i préstecs barats especialment a les regions i sectors més afectats per la crisi econòmica del 2020.
La Unió Europea contraurà per primera vegada en la història deute públic massiu a càrrec dels seus pressupostos i s'ha previst la creació d'impostos comunitaris per pagar la despesa. Tot plegat s'ha considerat el primer pas cap a una integració fiscal europea.

## Precedents
Per fer front a la crisi econòmica relacionada amb la pandèmia de COVID-19, el Banc Central Europeu va crear el paquet d’ajudes anomenat Pandemic emergency purchase programme (PEPP) que s'executaria fins a finals del 2020 i adquiriria deute públic i privat per valor de 750.000 milions d’euros.
El 9 d'abril de 2020, els estats de la UE van acordar un paquet d'ajuts per valor de prop de 540.000 milions d'euros, les línies de crèdit del paquet de rescat en euros del Mecanisme Europeu d'Estabilització (240.000 milions d'euros), un fons de garantia de préstecs corporatius del Banc Europeu d'Inversions (200.000 milions d'euros) i un subsidi europeu de treball a curt termini anomenat SURE (100.000 milions d'euros). Segons una portaveu de la Comissió Europea, els estats membres de la Unió Europea, inclòs el paquet d'ajuda de 540.000 milions d'euros de la UE, havien mobilitzat un total de 3,4 bilions d'euros l'abril de 2020 per contenir les conseqüències econòmiques.
Es va debatre també un fons de recuperació addicional per després de la pandèmia, que es podria finançar mitjançant bons conjunts de la UE (els anomenats coronabons, anàlegs als eurobons en el moment de la crisi de la zona euro). La discussió va ser controvertida tant a nivell europeu com als estats membres de la UE. Tot i que França, Itàlia i Espanya, per exemple, hi estaven a favor, els Països Baixos, Àustria, Dinamarca i Suècia (els anomenats països frugals) van rebutjar aquesta solució. A Alemanya, gran part del grup parlamentari CDU/CSU estava en contra, mentre que l'Aliança 90/Els Verds en donaven suport. La cancellera Angela Merkel també es va pronunciar en contra.
El 18 de maig de 2020, Angela Merkel i Emmanuel Macron van proposar un fons d’ajuda als països de la UE per un import de 500.000 milions d’euros en ajudes directes. Segons informen alguns diaris, el motiu principal del canvi d’opinió del govern alemany sobre la qüestió de si s'haurien de concedir préstecs o subvencions va ser la decisió del Tribunal Constitucional d'Alemanya del 5 de maig de 2020 sobre el programa de compra de bons del Banc Central Europeu. Àustria, Suècia, Dinamarca i els Països Baixos van presentar una contraproposta, la principal diferència de la qual era donar ajudes en forma préstecs als estats membres.

## Proposta de la Comissió Europea
Ursula von der Leyen va anunciar el 13 de maig de 2020 a la sessió plenària del Parlament Europeu un pla per a la recuperació econòmica dels estats membres de la UE. Va explicar que el pla se centraria en les zones més afectades i amb major potencial, i que hauria de tenir tres pilars:
1. La major part dels fons es destinarien al semestre europeu per reparar els danys i recuperar-se de la crisi a través de finançar inversions i reformes públiques essencials, donant suport a la transició «cap a una Europa més neutra climàticament, més digital i més resilient [sic]»
2. Reactivar l'economia i ajudar a la inversió privada, von der Leyen mencionava reforçar el fons InvestEU, que s'esperava que generaria més de 650.000 milions d'euros en inversions addicionals a tota la UE del 2021 al 2027. També crear un nou instrument per a inversions estratègiques (per exemple, per a inversions en el sector farmacèutic) i un instrument de solvència per satisfer les necessitats de recapitalització de les empreses saludables que es trobin en risc per causa del confinament.
3. Incrementar el finançament dels programes que han demostrat valor durant la crisi, com ara el rescEU o l'Horitzó Europa. Crear un nou programa de salut i reforçar l'instrument de Veïnatge, Desenvolupament i Cooperació Internacional.[21]

El 27 de maig de 2020, la Comissió Von der Leyen va proposar al Consell Europeu un fons de recuperació, anomenat Next Generation EU, de 750.000 milions d'euros (un 5.4 % del PIB), que consistiria en 500.000 milions d'euros en subvencions i 250.000 milions d'euros en préstecs barats. Unes dues terceres parts dels fons (310.000 milons d'euros) anirien destinades a la recuperació mentre que la resta aniria destinada a programes ja existents en la UE. El fons formaria part del Marc financer plurianual (MFF), el pressupost de la Unió Europea d'almenys cinc anys a partir del 2021. Segons la Comissió, els diners no s'haurien de tornar abans del 2028 i no després del 2058. Es podria augmentar mitjançant ingressos addicionals, com ara expandir el Règim de Comerç de Drets d'Emissió per incloure el transport marítim i aeri, una modificació de l'ajust de la frontera de carboni (en anglès, Carbon Border Adjustment), un impost digital i altres opcions.

## Resultats de la negociació del Consell Europeu
Els 27 governs de la UE van acordar el 21 de juliol de 2020 no canviar la xifra dels 750.000 milions d’euros. Com a resposta a la pressió d’Àustria, Suècia, Dinamarca, els Països Baixos i Finlàndia, es va acordar que serien 390.000 milions d’euros en subvencions i 360.000 milions d’euros en préstecs reemborsables. També es va acordar que els fons s'haurien de relacionar amb reformes i si algun govern sospita que un estat no compleix adequadament les seves obligacions de reforma, podria desencadenar un mecanisme de comprovació que, finalment, aturés més pagaments al país acusat. A més, es modificarien els descomptes de contribució en diversos països i no se suprimirien com pretenia la Comissió Europea.
El fons de recuperació es finançarà inicialment amb l'emissió de nous bons de deute públic, amb la UE com a organisme emissor. Aquest deute es preveu pagar gradualment del 2027 al 2058. Entre altres coses, es va decidir crear un impost digital, un impost als plàstics no reciclats i ajustar l'impost de frontera de les emissions de diòxid de carboni. Altres propostes són un impost sobre les transaccions financeres i una nova base imposable comuna de l'impost de societats. D'entre aquests instruments, l'impost al plàstic no reciclat va aprovar-se el 14 de desembre de 2020.
La UE es compromet amb el deute, però no assumeix cap responsabilitat, els estats membres en són els garants. Per tant, es va decidir que cada país es faria responsable només de la part que els pertoca en els pressupostos de la UE. A Alemanya, per exemple, això li representaria fins al 27 % dels 750.000 milions d’euros aprovats. Això correspon a 202.500 milions d’euros que ha de respondre aquest país en cas que la devolució per part de la UE no resulti com es pretenia.
La major part del fons de recuperació (672.500 milions d’euros) es destinarà al nou Mecanisme de Recuperació i Resiliència, els 77.5500 milions d’euros restants es destinaran a programes existents de la UE (vegeu la taula).
| Programa                                                | Finalitat | Volum (milions d'euros) | Volum relatiu (%) |
| ------------------------------------------------------- | --- | ----------------------- | ----------------- |
| Mecanisme de Recuperació i Resiliència                  | Donar suport a reformes i inversions als països de la UE mitjançant préstecs (360.000 milions d’euros) i subvencions (312.500 milions d’euros), a destinar principalment en energies renovables, eficiència energètica, mobilitat elèctrica, ampliació de la banda ampla, digitalització de l’administració, informàtica al núvol i educació digital. Almenys un 37% dels fons s'hauran de destinar al Pacte Verd Europeu i un 20% a la digitalització.                          | 672.500                 | 89,67             |
| ReactEU                                                 | Continuar la Iniciativa d'Inversió en Resposta al Coronavirus Plus (IIRC+), tots els fons de la Política regional de la Unió Europea que encara no s'han utilitzat poden mobilitzar-se per tal d’assegurar llocs de treball i amortir els efectes de la crisi sobre l'economia i la societat. Els fons es posaran a disposició - del Fons de Desenvolupament Regional Europeu (FEDER), - del Fons Social Europeu (FSE) i - del Fons d'Ajuda Europea pels Més Necessitats (FEAD). | 47.500                  | 6,33              |
| Fons de Transició Justa (FTJ)                           | Dintre dels objectius del Pacte Verd Europeu, donar suport als territoris que afronten reptes socioeconòmics més greus derivats de la transició cap la neutralitat climàtica. L’objectiu principal és diversificar l'economia i adaptar-se a un mercat laboral canviant. | 10.000                  | 1,33              |
| Fons Europeu Agrícola de Desenvolupament Rural (FEADER) | Donar suport al desenvolupament rural en el marc de la Política Agrícola Comuna | 7.500                   | 1,00              |
| Horitzó Europa                                          | Promoure la investigació, el desenvolupament i la innovació | 5.000                   | 0,67              |
| InvestEU                                                | Promoure la inversió a la UE (successora del Fons Europeu d'Inversions Estratègiques (EFSI)) | 5.600                   | 0,75              |
| RescEU                                                  | Proveir-se d’equipament mèdic, com ara respiradors artificials i mascaretes de protecció. | 1.900                   | 0,25              |

El 70 % de les subvencions del Mecanisme de Recuperació i Resiliència es repartiran entre els estats membres en base a la població, la taxa d'atur i la inversa del PIB per capita; per l'altre 30 % es tindran en compte també la caiguda del PIB real el 2020 i la caiguda del PIB real durant el període 2020-2021. Pel que fa als préstecs, l'import màxim per estat membre no pot superar el 6,8 % de la seva renda nacional bruta (RNB)de 2019.

Previsió de les dotacions màximes en subvencions del Mecanisme de Recuperació i Resiliència per estat membre (dades de gener de 2021).

Per accedir al fons, els estats membres hauran de presentar plans de recuperació i resiliència a la Comissió Europea abans del 30 d'abril de 2021. Aquests hauran d'estar justificats amb els objectius de protecció del medi ambient i digitalització, així com amb les prioritats específiques fixades per cada estat en el Semestre Europeu i les recomanacions del Consell sobre la política econòmica de la zona euro pels estats membres amb euro. El 70 % dels diners en subvencions es pagaran entre el 2021 i el 2022, el 30 % restant durant el 2023.